# Татарский переулок (Санкт-Петербург)
Тата́рский переу́лок — переулок в Петроградском районе Санкт-Петербурга. Проходит от Кронверкского проспекта до Съезжинской улицы.

## Происхождение наименования
На строительные работы на территорию нынешнего Петербурга сгонялись тысячи мастеровых и крестьян из различных уездов России. Среди них были казанские и астраханские татары. Они участвовали в возведении земляной крепости на Заячьем острове, в расширении и углублении Кронверкского пролива. Они жили в юртах, занимая близ кронверка большое место, называвшееся тогда Татарским становищем. От него и получил название переулок.

## Интересные факты
В честь Татарского переулка в Петербурге назван канал в YouTube, посвященный татарам в Петербурге.